# Pselaptrichus curiosus
Pselaptrichus curiosus är en skalbaggsart som beskrevs av Park 1953. Pselaptrichus curiosus ingår i släktet Pselaptrichus och familjen kortvingar. Inga underarter finns listade i Catalogue of Life.